# جامعة جلامورجان
جامعة جلامورجان (بالإنجليزية: University of Glamorgan) (بالويلزية: Prifysgol Morgannwg) كان مقر الجامعة في جنوب ويلز قبل الاندماج مع جامعة ويلز، نيوبورت. ثم انتقلت الجامعة إلى بونتيبريد، في روندا سينون الطف، مع فروعها في تيرفورست، ميرثير تيدفيل، تاين ذا ورين (في غلامورغان الرياضة بارك) وكارديف. للجامعة أربع كليات، وكانت هي الجامعة الوحيدة في ويلز التي ليس لها صلة بجامعة ويلز . 
في يوليو 2012م أعلنت جامعة غلامورغان وجامعة ويلز، نيوبورت، عن بدء محادثات تهدف إلى دمج المؤسستين مع استمرار مقرنا بالشرق الأوسط ( مصر )

## حرم الجامعة
كان للجامعة عدة حرم جامعية:
- تريفوريست - يحوي الحرم الجامعي الرئيسي القسم الأكبر من الأقسام والمرافق الأكاديمية، بما في ذلك المركز الرياضي الداخلي واتحاد الطلاب. يتم الوصول إليه عبر محطة سكة حديد تريوفرست إما من كارديف أو ميرثير أو رهوندا. خدمات الحافلات العادية.
- غلينتاف - يضم كلية الصحة والرياضة والعلوم. استندت جميع المواد العلمية والرياضية هنا، بما في ذلك علوم الشرطة والتمريض.
- الكليات الشريكة - تضم الجامعة «كليات شريكة» متخصصة في جميع أنحاء جنوب ويلز؛ على سبيل المثال: كلية باري لهندسة الطيران.
- ميرثير تيدفيل- أصبحت كلية ميرثير تيدفيل جزءًا من مجموعة جامعة جلامورجان (ولكن ليس جزءًا من الجامعة) ، على الرغم من تركيزها على تقديم التعليم الإضافي بدلاً من التعليم العالي.
- تين واي ورن - كان موطنًا لمتنزه جلامورجان الرياضي الجديد.
- توجد أتريوم - مدرسة كارديف للصناعات الإبداعية والثقافية في حرم كارديف بالقرب من محطة كارديف كوين ستريت للسكك الحديدية .

## الكليات والأقسام
- مدرسة كارديف للصناعات الإبداعية والثقافية، الأذين
  - حيوية
  - تصميم الاتصالات
  - دراما
  - تصميم الأزياء والتجزئة
  - الفيلم والتصوير والوسائط الجديدة
  - الإعلام والثقافة والصحافة
  - الموسيقى والصوت
- كلية الصحة والرياضة والعلوم
  - الفلك
  - الجغرافيا والبيئة
  - العلوم الصحية بما في ذلك التمريض وتقويم العمود الفقري
  - علوم الحياة
  - العلوم الفيزيائية (بما في ذلك الكيمياء والجيولوجيا وعلوم الطب الشرعي)
  - علوم الشرطة
  - الخدمة الاجتماعية
  - رياضة

- كلية الأعمال والمجتمع
  - محاسبة
  - ممارسة الفن
  - إدارة أعمال
  - اللغة الإنجليزية والكتابة الإبداعية
  - إدارة الحدث
  - التاريخ
  - العلوم الإنسانية والاجتماعية
  - القانون وعلم الإجرام
  - علم النفس
- كلية التكنولوجيا المتقدمة
  - الفضاء
  - البيئة المبنية
  - الحوسبة والرياضيات
  - هندسة
  - تكنولوجيا الإضاءة والفعاليات الحية

## خريجون بارزون
- مارك أندروز (مصارع)
- سو بيل
- ماكس بويس
- كيفن برينان (سياسي) [3]
- كارول بروملي
- نيلز بروينس
- ريتشارد جيمس بورغيس [4]
- ماسيج داكوفيتش
- إيما داروين (روائية)
- لورنا دونكلي
- غاريث إيفانز (مخرج)
- جيل ايفانز
- كارولين جونز، عضو في الجمعية الوطنية لويلز [5]
- بيني ليم
- بن جرين (كوميدي)
- إدي هيوز
- ماثيو جارفيس (اتحاد الرجبي)
- مارك لابيت
- الدكتور سيمون ميتي، سكرتير مجلس الوزراء، جمهورية زامبيا [6]
- نيكولا مايلز وايلدن
- دارين موريس
- غاريث ل. باول [7]
- دان رودس
- كاترين توماس
- سيون راسل جونز
- كير توماس
- راشيل تريزيس
- نايجل ووكر
- كاميلا واي
- راندي ويسن
- تاين ويتلر
- لين وود [8]
- نوفو عمر [9]
- الدكتور محمد المطاوعة

## روابط خارجية
- الموقع الرسمي لجامعة جلامورجان
- الموقع الرسمي لاتحاد طلاب جامعة جلامورجان